# Gonystylus calophylloides
Gonystylus calophylloides là một loài thực vật thuộc họ Thymelaeaceae. Đây là loài đặc hữu của Malaysia.